# Wyanet (Illinois)
Wyanet – wieś w Stanach Zjednoczonych, w stanie Illinois, w hrabstwie Bureau.